# Expensive Soul
Expensive Soul est un groupe de hip-hop portugais, originaire de Leça da Palmeira, à Porto. Le groupe mêle soul, reggae, funk et RnB,. Ce n'est qu'à partir de 2004 que le groupe publie son premier album studio, B.I., suivi par un deuxième album, Alma Cara, en 2006 et d'un troisième album, Utopia, en 2010.

## Biographie
Expensive Soul est lancé à Leça da Palmeira, dans la banlieue nord de Porto, à la fin des années 1990, en 1999, avec les chanteurs New Max et Demo, à cette période camarades de classe. Demo met Max au défi de participer à un concours sur la chaîne de radio locale Antena 3 duquel le groupe sort gagnant. En récompense, ils effectuent leur premier live. En 2000, les Expensive Soul sont invités à assurer la première partie des concerts de Kika Santos.
Ce n'est qu'à partir de 2004 que le groupe publie son premier album studio, B.I., En 2006, ils commencent à travailler sur leur deuxième album studio, Alma Cara (traduction en portugais du nom du groupe). 
En 2010, la popularité du groupe s'accroit significativement grâce à son troisième album, Utopia, et surtout la chanson O Amor É Magico. En 2011, le groupe est nommé aux MTV Europe Music Awards dans la catégorie « Meilleur artiste portugais ». En 2013, ils annoncent un quatrième album. Le 19 novembre 2012, le groupe publie le DVD Expensive Soul Symphonic Experience, contenant un concert organisé et enregistré le 28 avril 2012 à Guimarães, capitale européenne de la culture.
En septembre 2015, ils sont annoncés pour un grand concert au Casino Estoril. En décembre 2015, Expensive Soul annonce le décès de son claviériste Nuno Gonçalves.

## Discographie
- 2004 : B.I
- 2006 : Alma Cara
- 2010 : Utopia
- 2012: Symphonic Experience (DVD)
- 2014: Sonhador
- 2016: Ao Vivo Nos Coliseus